# 980. grenadirski polk (Wehrmacht)
980. grenadirski polk (izvirno nemško 980. Grenadier-Regiment; kratica 980. GR) je bil pehotni polk Heera v času druge svetovne vojne.

## Zgodovina
Polk je bil ustanovljen 15. decembra 1943 pri Antwerpnu in dodeljen 272. pehotni diviziji; polk je bil uničen avgusta 1944 med bitko za Normandijo.
Ponovno je bil ustanovljen 17. septembra 1944 s preoblikovanjem 1183. grenadirskega polka.